# Tunnel de Sandoy
Le Sandoyartunnilin est un tunnel routier sous-marin dans les îles Féroé. Il relie l’île principale de Streymoy à l'île de Sandoy, au sud. La longueur du tunnel est de 10,785 km. Le coût estimé est de 860 millions de couronnes féroiennes.
La construction a débuté en 2018. Le tunnel devrait être prêt pour la circulation en 2023, date à laquelle le ferry Teistin cessera ses trajets entre Gamlarætt et Skopun. Le tunnel reliera Gamlarætt sur Streymoy à Traðardalur sur Sandoy (entre Skopun et Sandur), près du stade Inni í Dal. Le début officiel du projet a eu lieu le 21 juin 2018, tandis que les premières explosions du tunnel lui-même sont prévues pour 2019.
Sur le plan politique, juridique et économique, le projet est lié à l'Eysturoyartunnilin, inauguré le 19 décember 2020. L'Eysturoyartunnilin, qui devrait être plus lucratif que le Sandoyartunnilin, financera partiellement ce dernier.

## Plan

Carte des tunnels féroïens.

## Avancement
Au 6 décembre 2021, la totalité du tunnel a été forée.